# Complejo industrial-penitenciario

Poblaciones penitenciarias en los Estados Unidos, 1980-2013.

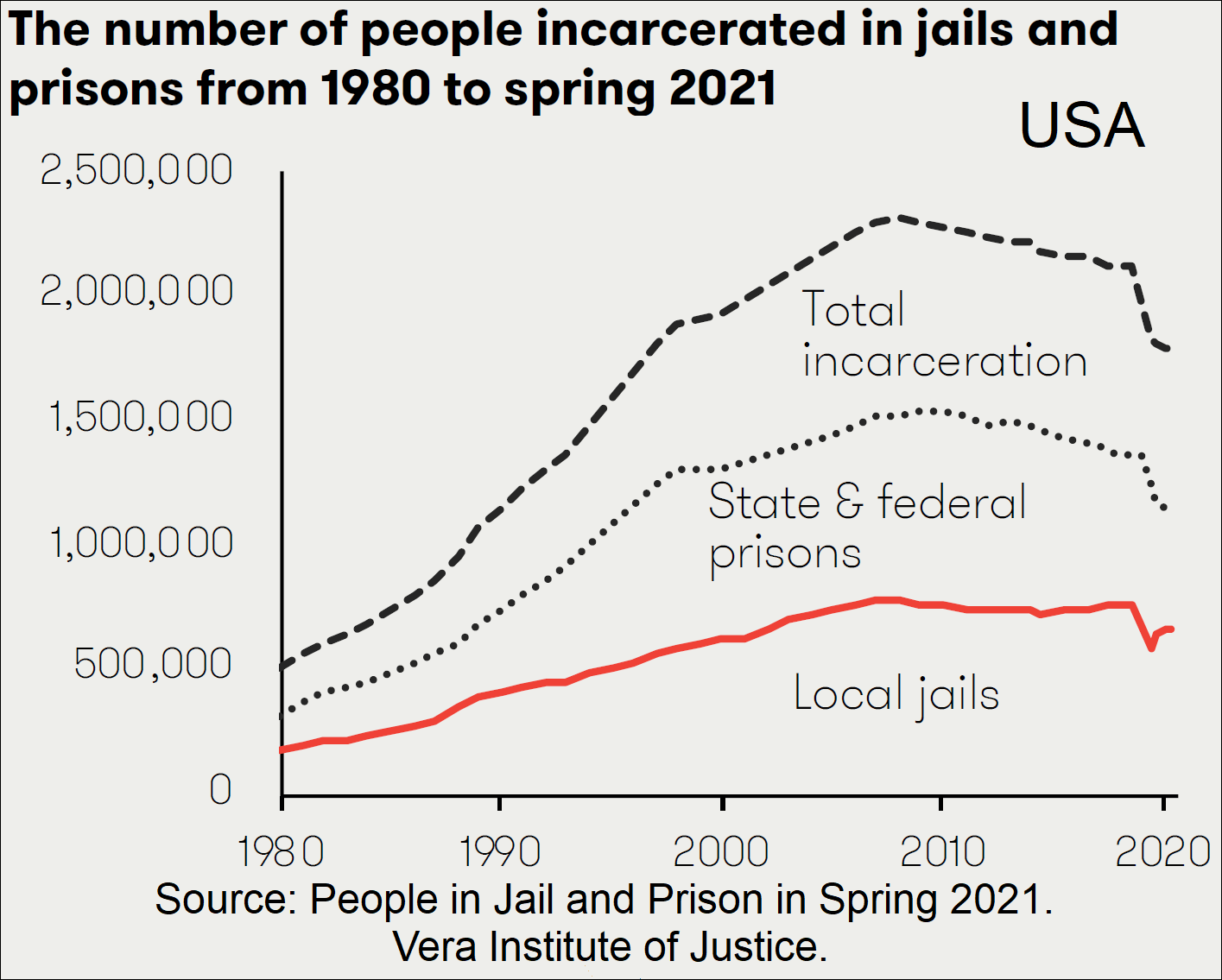
Gráficos de la línea de tiempo de Estados Unidos sobre el número de personas encarceladas en cárceles y prisiones.

El complejo industrial-penitenciario (CIP) es un término acuñado a partir del «complejo industrial-militar» de la década de 1950, utilizado por académicos y activistas para describir las numerosas relaciones entre las instituciones de encarcelamiento (como prisiones, cárceles, centros de detención y hospitales psiquiátricos) y las diversas empresas que se benefician de ellas.
El término se utiliza con mayor frecuencia en el contexto de los Estados Unidos contemporáneos, donde la expansión de la población carcelaria estadounidense ha generado ganancias económicas e influencia política para las prisiones privadas y otras empresas que suministran bienes y servicios a las agencias penitenciarias del gobierno. Según este concepto, el encarcelamiento no sólo sostiene el sistema de justicia, sino que también subsidia a las empresas de construcción, a las empresas que operan los servicios de alimentación y las instalaciones médicas de las prisiones, a los proveedores de tecnología de vigilancia y correcciones, a las corporaciones que contratan mano de obra barata en las prisiones, a los sindicatos de funcionarios penitenciarios, a las empresas privadas de libertad condicional, a los abogados penales y a los grupos de interés que los representan. El término también se refiere de manera más general a los grupos de interés que, en sus interacciones con el sistema penitenciario, priorizan las ganancias financieras sobre la  rehabilitación de los delincuentes.
Los defensores de este concepto, incluidas organizaciones de derechos civiles como el Instituto Rutherford y la Unión Estadounidense por las Libertades Civiles (ACLU por sus siglas en inglés), creen que los incentivos económicos para la construcción de prisiones, la privatización de las prisiones, el trabajo penitenciario y los contratos de servicio penitenciario han transformado el encarcelamiento en una industria capaz de crecer y han contribuido al encarcelamiento masivo. Estos grupos de defensa señalan que el encarcelamiento afecta a las personas de color en tasas desproporcionadamente altas.
Muchos comentaristas utilizan el término «complejo industrial-penitenciario» para referirse estrictamente a las prisiones privadas de Estados Unidos, una industria que genera aproximadamente 4000 millones de dólares en ganancias al año. Otros señalan que menos del 10% de los reclusos estadounidenses están encarcelados en instalaciones con fines de lucro, y utilizan el término para diagnosticar una confluencia más amplia de intereses entre el gobierno estadounidense, a nivel federal y estatal, y las empresas privadas que se benefician de la creciente vigilancia, control y encarcelamiento del público estadounidense desde aproximadamente 1980.
 